# Patología molecular
La patología molecular es una disciplina emergente dentro de la patología que se centra en el estudio y diagnóstico de enfermedades a través del análisis de las moléculas dentro de órganos, tejidos o fluidos. La patología molecular comparte aspectos prácticos con la anatomía patológica, la patología clínica, biología molecular, bioquímica, proteómica y genética y a veces es un considerada una disciplina combinada. Es multidisciplinaria y se enfoca principalmente en los aspectos sub-microscópicos de la enfermedad. Una consideración importante es que se puede lograr un diagnóstico más acertado cuando este se basa tanto en cambios morfológicos en los tejidos (anatomía patológica tradicional) como en un análisis molecular.
Esta disciplina científica engloba el desarrollo de aproximaciones genéticas y moleculares al diagnóstico y clasificación de las enfermedades humanas, el diseño y la validación de biomarcadores predictivos para la respuesta a tratamientos y progresión de la enfermedad así como la susceptibilidad de los individuos de diferente constitución genética para desarrollar desórdenes. 
La patología molecular es usada comúnmente en el diagnóstico de cáncer y enfermedades infecciosas. Las técnicas usadas son numerosas pero incluyen PCR cuantitativos (Reacción en cadena de la polimerasa), PCR múltiple, chip de ADN, hibridación in situ, secuenciación de RNA in situ, secuenciación de ADN, ensayos de inmunofluorescencia en tejidos basados en anticuerpos, perfilado molecular de patógenos y análisis de genes bacterianos para resistencia a antibióticos.
La integración de la patología molecular y la epidemiología dio lugar a un campo multidisciplinario llamado "epidemiología patológica molecular" (MPE en inglés), que representa la integración de la biología molecular y la salud pública.